# Ceylalictus valdezi
Ceylalictus valdezi är en biart som först beskrevs av Cockerell 1915.  Ceylalictus valdezi ingår i släktet Ceylalictus och familjen vägbin. Inga underarter finns listade i Catalogue of Life.